# 末弘直方

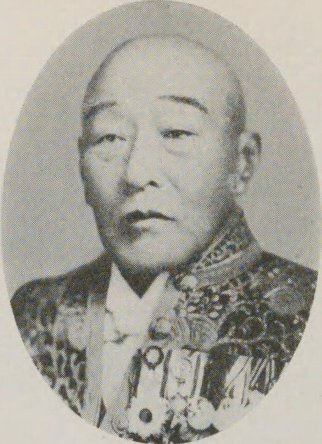
末弘直方

末弘 直方（すえひろ なおかた、1848年1月30日（弘化4年12月25日） - 1920年（大正9年）1月16日）は、幕末の薩摩藩士、明治期の内務・警察官僚。官選県知事、函館区長、小倉市長、福岡県八幡市長。

## 経歴
薩摩国薩摩郡平佐郷平佐村（現薩摩川内市平佐町）で、薩摩藩士・末弘直温の三男として生まれる。藩校造士館で学んだ。
慶応3年9月10日（1867年10月7日）、薩摩藩組頭に就任。その後、役人、半隊長を務めた。明治4年8月（1871年）、御親兵の補充として上京し第三大隊一番小隊に編入され、明治5年8月10日（1872年9月12日）、伍長に任官。1873年10月、病のため除隊して帰郷した。同年11月、鹿児島県に奉職し、二等教授第二十八郷校掛となる。
1874年8月、再度上京し警視庁四等巡査に任官。以後、一等巡査、警部補、兼千葉県十五等出仕、少警部、第一局詰、権中警部、二等中警部などを歴任。1877年1月、同郷の警視庁警部、中原尚雄たちと帰郷し、西郷隆盛らの動向を探索中に私学校党に捕えられ、西南戦争勃発の遠因となった。その後、二等中警部、権大警部、二等警視補、一等警視補、四等警視兼一等警察使を歴任し、1883年2月、警視庁を退職した。
1883年5月、再び鹿児島県に奉職し、菱刈・姶良・桑原・囎唹郡長に就任。その後、高城・出水・伊佐・薩摩・甑島郡長、谿山・北大隅郡長などを歴任。
1889年3月、再び警視庁に転じ三等警視となる。以後、小石川警察署長、小石川町警察署長、第五第六方面監督、二等警視、宮城県警部長、警視庁警視・巡査本部長、同第二部長、同第一部長などを歴任。
1897年4月、高知県知事に就任。1898年7月、岩手県知事に転任。岩手県農学校を開校するなど学校の整備に尽力。1900年4月、知事を休職。同年10月、香川県知事に就任。1902年2月に知事を休職となった。
その後、函館区長（1903年9月 - 1904年9月）、小倉市長（1906年5月 - 1912年5月）を歴任。1914年10月、福岡県遠賀郡八幡町長に就任。同町が市制施行し、1917年7月、初代市長に就任し、1918年9月に辞任した。

## 栄典
位階
- 1893年（明治26年）6月20日 - 従五位[17]
- 1897年（明治30年）5月31日 - 正五位[18]

勲章等
- 1897年（明治30年）6月26日 - 勲五等瑞宝章[19]
- 1898年（明治31年）12月28日 - 勲四等瑞宝章[20]

## 家族
- 妻：末弘伊登（士族・柏田六右衛門の長女）
- 長女：山下直（建築家・山下啓次郎の妻）
- 次女：阿部生（外交官・阿部守太郎の妻）
- 三女：江崎貞（江崎礼二の子・清の妻）
- 四女：末弘ヒロ子（侯爵・野津鎮之助の妻）

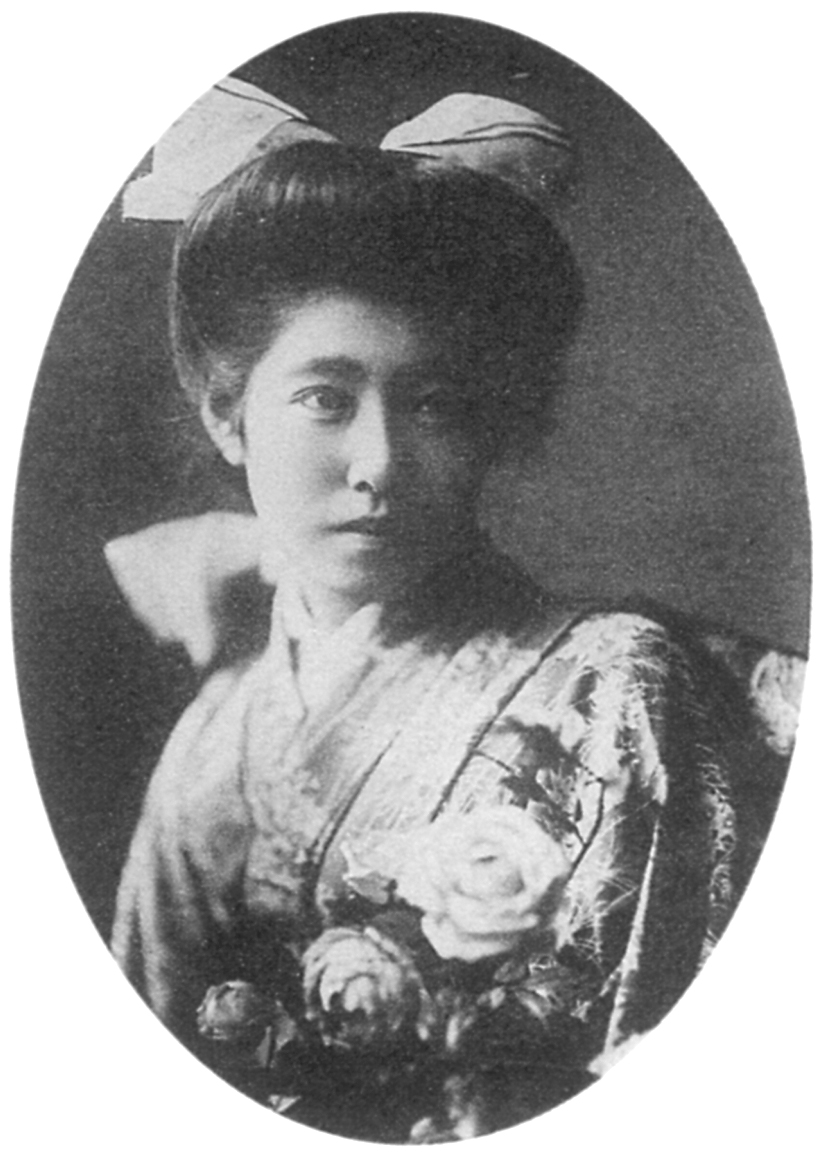
四女のヒロ子

- 曾孫：山下洋輔（ジャズピアニスト） - 長女・直の子孫